# Hylocereus
Genre
Hylocereus (du grec ὕλη - hulê, « bois, forêt, arbre » et du nom de genre [Cereus], qui signifie « cierge ») est un genre de cactus semi- ou hémiépiphyte, originaire des Caraïbes, d'Amérique centrale et du nord de l'Amérique du Sud. Il comprend 18 espèces à ce jour. L’espèce la plus connue Hylocereus undatus donne le fruit nommé pitahaya.

## Taxonomie
Le genre Wilmattea Britton & Rose a été "fusionné" avec le genre Hylocereus. De plus, certains pensent aujourd'hui que le genre Hylocereus devrait à son tour être fusionné avec le genre Selenicereus.

### Espèces
- Hylocereus calcaratus (Web.) Britt. & Rose. 1902. Costa Rica
- Hylocereus costaricensis (Web.) Britt. & Rose. 1909. Costa Rica, Nicaragua
- Hylocereus escuintlensis Kimn. 1984. Guatemala
- Hylocereus extensis (S.-D.) Britt. & Rose. 1828. Trinité
- Hylocereus guatemalensis (Eichl.) Britt. & Rose. 1911. Guatemala
- Hylocereus lemairei (Hook.) Britt. & Rose. 1854. Trinité, Tobago, Suriname
- Hylocereus minutiflorus Britt. & Rose. 1913. (Wilmattea minutiflora). Guatemala, Honduras
- Hylocereus monacanthus (Lem.) Britt. & Rose. 1845. Colombie, Panama
- Hylocereus ocamponis (S.-D.) Britt. & Rose. 1850. Mexique
- Hylocereus polyrhizus (Web.) Britt. & Rose. 1897. Colombie, Panama, Venezuela, Équateur
- Hylocereus purpusii (Weing.) Britt. & Rose. 1909. Mexique
- Hylocereus scandens (S.-D.) Back. 1850. Guyane
- Hylocereus stenopterus (Web.) Britt. & Rose. 1902. Costa Rica
- Hylocereus triangularis (L.) Britt. & Rose. 1753. (H. cubensis). Cuba, Haïti, République dominicaine, Jamaïque
- Hylocereus trigonus (Haw.) Saff. 1812. (H. napoleonis, H. antiguensis). Caraïbes
- Hylocereus undatus (Haw.) Britt. & Rose. 1830. Origine précise inconnue
- Hylocereus venezuelensis Britt. & Rose. 1920. (?Wilmattea venezuelensis). Venezuela, Équateur